# Международные Дельфийские игры (МДС)

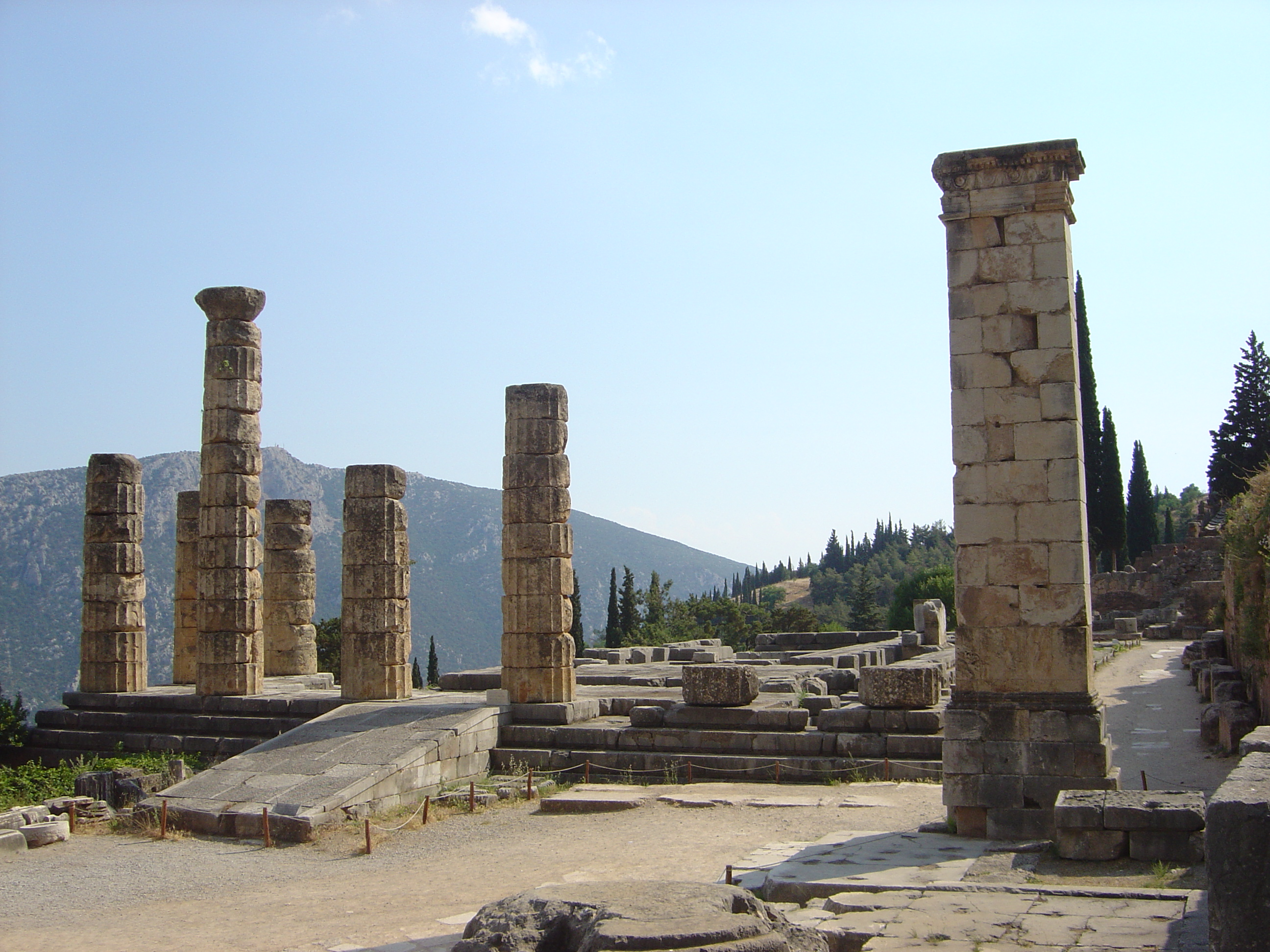
Дельфы. Руины храма Аполлона, в честь которого проводились Пифийские игры

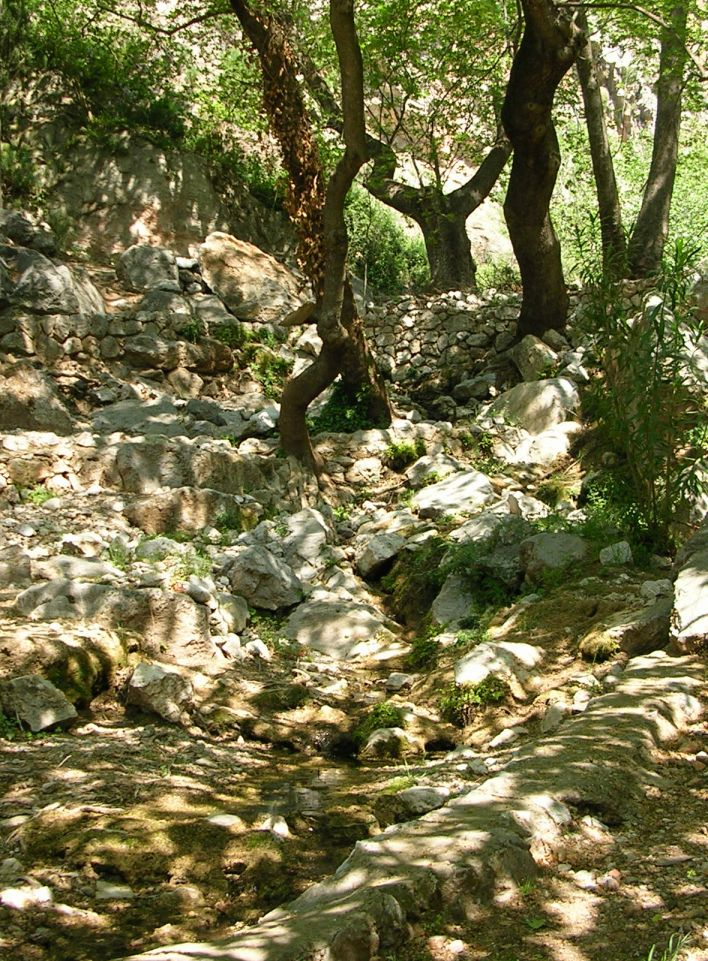
Кастальский ключ у подножья горы Парнас в Дельфах

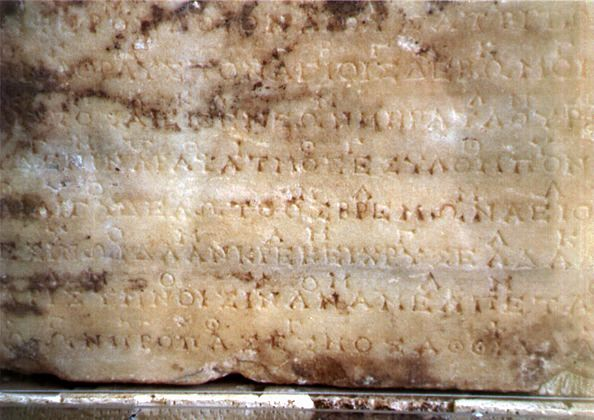
Высеченный на камне гимн Аполлону (IV век до н. э.), Дельфийский археологический музей

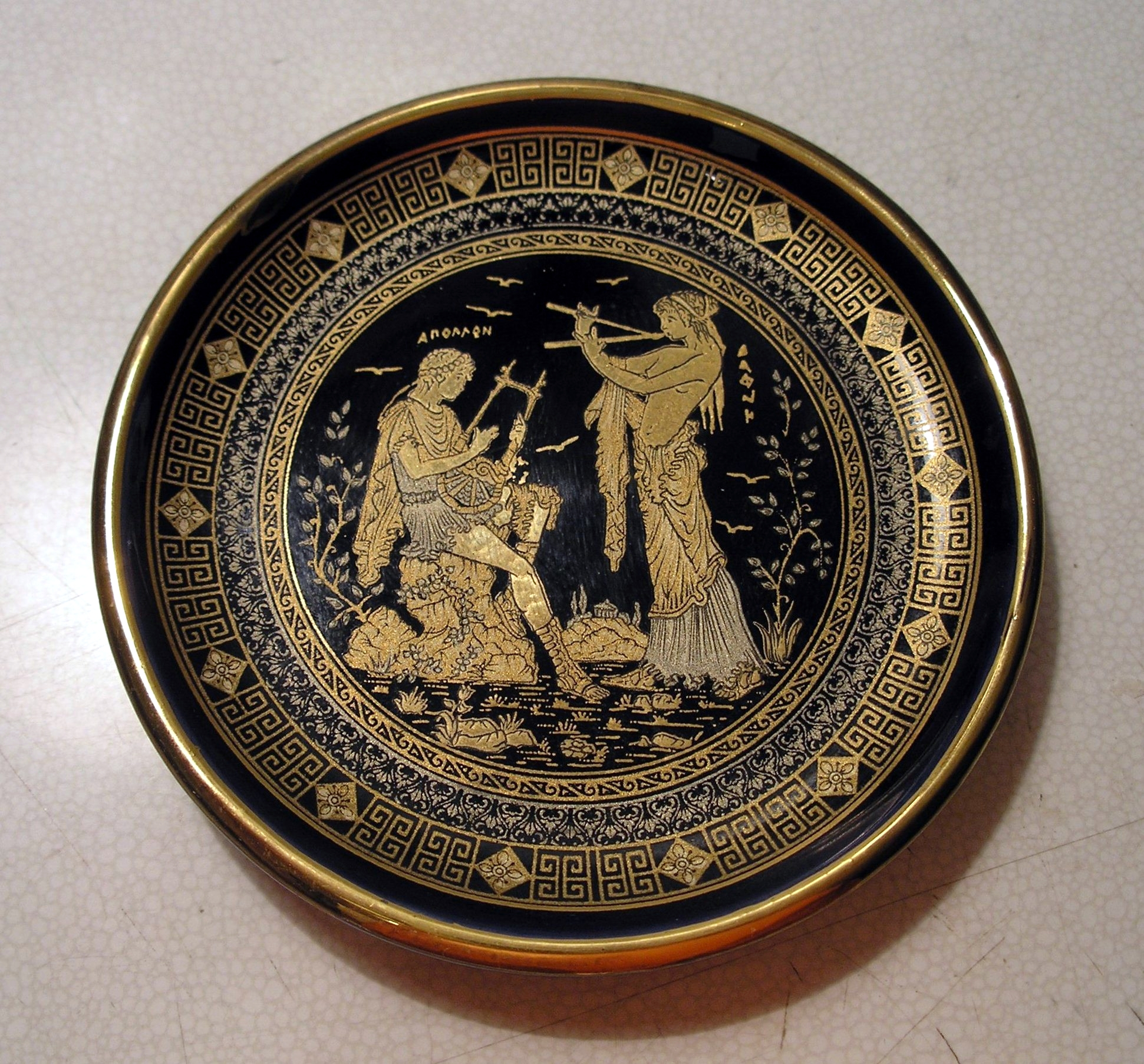
Музицирующие Аполлон и Дафна. Греческое блюдо

Международные Дельфийские игры, проводимые Международным Дельфийским советом (МДС), представляют собой конкурсы, фестивали, выставки и презентации в различных областях искусства. Совместно с национальными Дельфийскими организациями разных стран мира Международный Дельфийский Совет проводит Игры двух разновидностей: для взрослых участников — Дельфийские игры (англ. International Delphic Games) и для молодёжи — Молодёжные Дельфийские игры (англ. International Junior Delphic Games). Международный характер этих Игр закреплён в Уставе МДС на английском языке (§ 2.4.1, § 2.4.2).
МДС позиционирует проводимые им Игры прежде всего как возрождение Дельфийской идеи (греч. Δελφική Ιδέα).
Первые Молодёжные Дельфийские игры прошли в 1997 году в Тбилиси. Первые Дельфийские игры для взрослых участников прошли в 2000 году в Москве.

## Формат международных Дельфийских игр
Международный Дельфийский совет, созданный в 1994 году в Берлине по инициативе Кристиана Кирша, существенно видоизменил формат современных Дельфийских игр по сравнению с их античным прототипом, учитывая реалии нового времени.
Победы на Пифийских играх содействовали усилению национального самосознания эллинов, так как чужеземцам-варварам участие в них было запрещено. Смыслом этих античных Игр было воспевание и прославление бога Аполлона, культ которого в Дельфах был особенно сильным и которому посвящались гимны, мистерии, музыкальные состязания.
См. также: Исторические предпосылки

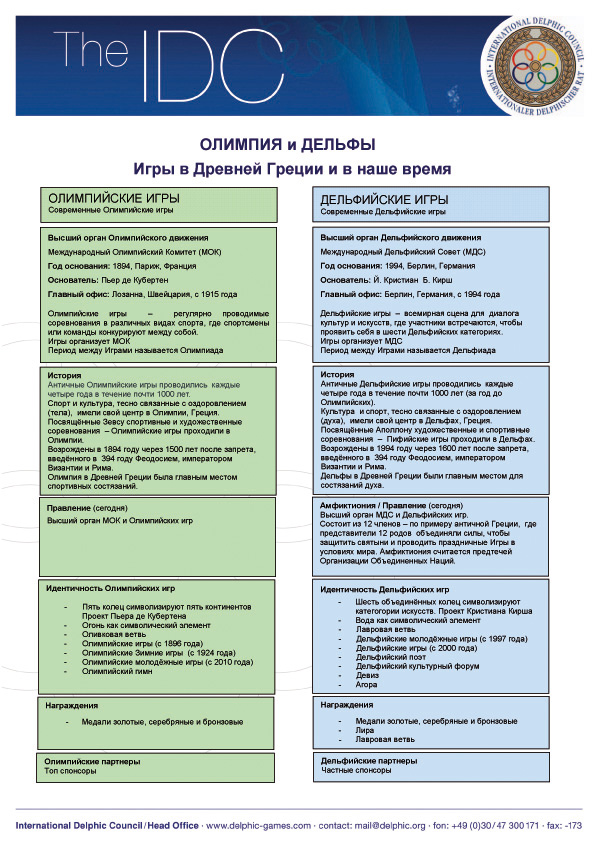
Сопоставление Олимпийских игр и Дельфийских игр

Современные международные Дельфийские игры ориентируются главным образом на художественный диалог между разными странами и континентами. Для конкретизации этого диалога во время Дельфийских игр проводятся конкурсы, презентации, выставки и фестивальные программы. С самого начала подчеркивалось, что культуры, не вступая в конкуренцию, развивают художественный диалог благодаря встречам, общению и взаимному уважению.
В античных играх при храме Аполлона в Дельфах участвовали главным образом кифареды, певцы, флейтисты, атлеты и наездники, тогда как в программу современных Дельфийских Игр по замыслу МДС могут быть включены разнообразные дисциплины из шести категорий, среди которых две новые группы искусств: социальные (культура межличностного общения, использование средств массовой информации, развитие образования и организация досуга) и экологические (защита окружающей среды, обустройство ландшафта и т. д.).
Формат международных Дельфийских игр обсуждался и уточнялся на Учредительном конгрессе МДС в Берлине в 1994 году и на проходившем в Санкт-Петербурге в 1996 году Первом Дельфийском конгрессе под патронатом ЮНЕСКО и Совета Европы. Кроме Игр для взрослых участников были введены отдельные Игры для молодёжи. По примеру Олимпийских игр сразу был предложен четырёхлетний ритм проведения Дельфийских игр — и молодёжных, и взрослых.

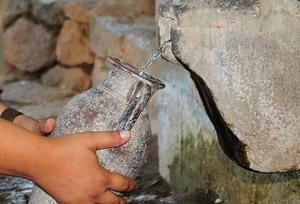
Греция. Фрагмент водной церемонии у Кастальского источника в Дельфах, 2009

По античной традиции источником вдохновения поэтов и художников считался Кастальский ключ в Дельфах. К 15-летию создания МДС, начиная с третьих Дельфийских игр 2009 года в Чеджу / Южная Корея, был введён «водный ритуал». На церемонии открытия Игр зрителям было показано на экране, как греческую амфору наполняли водой из Кастальского источника, а на острове Чеджу в национальный кувшин собирали воду из озера на вершине горы Халла, чтобы торжественно соединить струи из двух сосудов, символизируя этим «водным ритуалом» перекличку античных и современных идеалов культурного диалога.
В 2012 году руководители МДС торжественно вручили в Дельфах официальным представителям Южной Кореи специальную награду «Polis Award» за первое проведение «водного ритуала».
Почётный президент МДС Спирос Меркурис (Греция), обращаясь к участникам специального Дельфийского саммита в ЮАР (июль—2014), подчеркнул первостепенную важность стремления к конструктивному диалогу между народами и культурами, к приоритету духовных ценностей:

Мы должны, наконец, понять, что увеличение материальных благ без параллельного развития идей и ценностей ведёт к нивелированию стиля жизни, обрекая роль культуры на уменьшение и засыхание.
Оригинальный текст (англ.)We must finally understand that when there is an increase in material goods, which is not followed with a parallel development of ideas and values, then the lifestyle created flattens every cultural creation and is doomed to wither and decline.

Все активные участники международных Игр получают Дельфийские сертификаты. За значительные достижения могут присуждаться специальные награды:
- дельфийская медаль (золотая, серебряная или бронзовая);
- дельфийская лира;
- дельфийская лавровая ветвь.

Для формирования делегаций на очередные всемирные молодёжные Дельфийские игры перед их проведением можно устраивать отборочные Игры — региональные, национальные и даже континентальные.
МДС устраивает презентации формата международных Игр во Дворце у Берлинской радиобашни (нем. Palais am Funkturm) на ежегодном Дельфийском празднике, завершающем работу Международной туристской биржи «ITB Berlin», начиная с 2010 года.

## Международные молодёжные Дельфийские игры
| Год  | Событие                               | Место                  | Сквозная тема                                 |
| ---- | ------------------------------------- | ---------------------- | --------------------------------------------- |
| 1997 | Первые молодёжные Дельфийские игры    | Тбилиси / Грузия       | Сказочный день                                |
| 2003 | Вторые молодёжные Дельфийские игры    | Дюссельдорф / Германия | Креативность и мир                            |
| 2007 | Третьи молодёжные Дельфийские игры    | Багио / Филиппины      | Искусство и культура для будущего наших детей |
| 2011 | Четвёртые молодёжные Дельфийские игры | Йоханнесбург / ЮАР     | Побуждать — воодушевлять — обновлять          |

### Первые (1997, Тбилиси)

Почтовые марки, посвящённые Дельфийским событиям
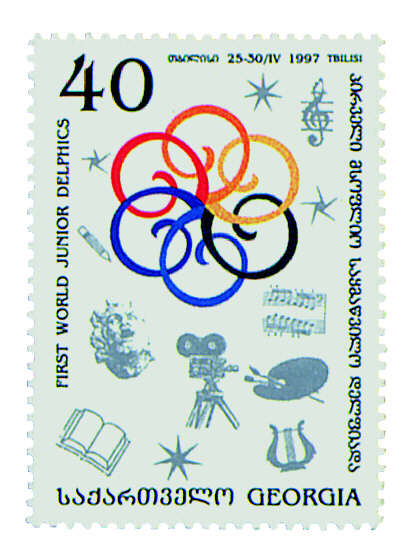
Почтовая марка, посвящённая первой Всемирной молодёжной Дельфиаде
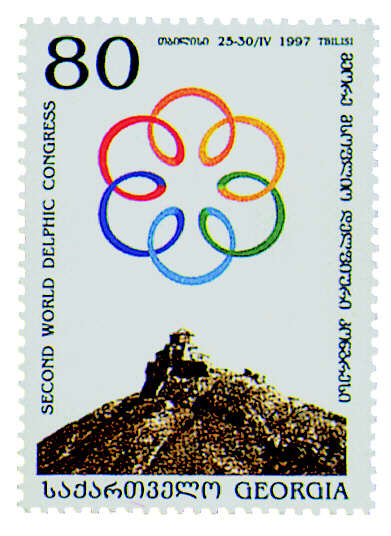
Почтовая марка, посвящённая второму Всемирному Дельфийскому конгрессу

Первая Всемирная молодёжная Дельфиада (англ. First World Junior Delphics) и второй Всемирный Дельфийский конгресс (англ. Second World Delphic Congress) прошли в Тбилиси / Грузия с 25 по 30 апреля 1997 года при активной поддержке Генерального секретаря Совета Европы Даниела Таршиса, президента страны Эдуарда Шеварнадзе и парламента Грузии. Кроме предоставления патроната ЮНЕСКО второму Всемирному Дельфийскому конгрессу, по решению генерального директора Федерико Майора Сарагосы в Тбилиси для участия в этом конгрессе был командирован представитель ЮНЕСКО. В Международный Дельфийский Совет в апреле 1997 года пришло приветствие от известного музыканта Иегуди Минухина.
Под руководством МДС и при поддержке местных органов эти Игры проводил Национальный Дельфийский совет Грузии, возглавляемый народным художником Грузии Георгием Гуния и проректором Тбилисской консерватории Русудан Цурцумия. Первая всемирная молодёжная Дельфиада в Тбилиси собрала 1700 участников в возрасте от 11 до 25 лет из 16 стран мира: Австрия, Азербайджан, Армения, Беларусь, Бенин, Венгрия, Германия, Грузия, Испания, Китай, Нигерия, Россия, США, Украина, Филиппины, Япония.
По античной традиции на торжественном открытии Дельфиады прозвучал специально написанный гимн «Сказочный день» — музыка Иосеба Кечахмадзе, стихи Гиви Чичинадзе.
Для Дельфийских выступлений и презентаций в Тбилиси были предоставлены сцены и залы консерватории, филармонии, театров, дворцов, культурных центров. В трёх местах были устроены выставки для участников Дельфиады и Дельфийского конгресса — в выставочном зале «Карвасла», в Детской картинной галерее и в фойе Тбилисской филармонии.
Хотя Национальный Дельфийский совет России в то время ещё не был создан, делегация из России активно участвовала в Первой всемирной молодёжной Дельфиаде. Две группы школьников, прибывшие из Москвы с педагогами Ниной Гросул и Михаилом Какушкиным, не только показали свои работы на художественной выставке, но и участвовали в дискуссиях, отвечая на вопросы корреспондентов на брифингах, вместе с юными художниками из других стран рисовали в этнографическом музее. Руководитель белорусской национальной Дельфийской организации Демьян Лескин разработал конкретную модель расширенного поиска потенциальных участников Дельфийских игр и обратил внимание на проблему их возможного переманивания конкурентами. Белорусская делегация прилетела в Тбилиси бесплатно, благодаря спонсорам, которых удалось найти Демьяну Лескину как бывшему летчику. Немецкие спонсоры изготовили для участников Игр памятные значки, авторучки и папки с Дельфийской символикой.
На торжественном закрытии Дельфиады Президент Грузии Эдуард Шеварнадзе сказал: «…возрождение античной культурной традиции получило в Грузии убедительное подтверждение. Я знаю, что Конгресс принял много важных решений, которые консолидируют движение и укрепят основы для проведения первых взрослых Дельфийских игр». В адрес участников Конгресса от мэра города Дельфы пришло приглашение провести в следующем 1998 году трехдневный Дельфийский праздник в Греции. Но не все планы удалось воплотить в жизнь.

### Вторые (2003, Дюссельдорф)

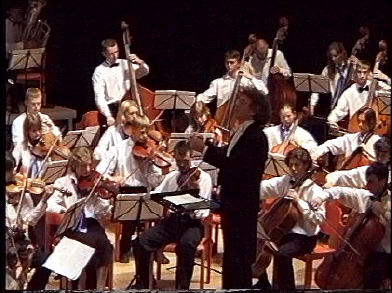
II Молодёжные Дельфийские игры (II Junior Delphic Games) — 2003 год, Дюссельдорф / Германия. Республиканский юношеский симфонический оркестр, дирижёр Александр Анисимов (Беларусь)

Международные Вторые молодёжные Дельфийские игры планировалось провести через 4 года в Мюнхене в 2001 году. Как сообщалось в газете Süddeutsche Zeitung, муниципалитет Мюнхена принял решение о проведении этих Игр, несмотря на сомнения представителей двух партий — СвДП и Зелёных, которые высказывали опасения, что эти Игры могут превратиться в мероприятие новых функционеров по примеру массовых забегов в бывшем Восточном блоке.
В итоге Вторые молодёжные Дельфийские игры прошли на два года позднее в Дюссельдорфе / Германия с 27 по 31 августа 2003 года под патронатом Совета Европы. Местом проведения Игр был выбран Дом танца федеральной земли Северный Рейн-Вестфалия (нем. Tanzhaus NRW) и одна из вальдорфских школ Дюссельдорфа. На открытии Игр театральную композицию с презентацией шести Дельфийских категорий искусств показала польская делегация. Белорусский Республиканский юношеский симфонический оркестр принял участие в Дельфиаде под руководством дирижёра Александра Анисимова в составе большой делегации, которую возглавлял ректор Белорусского государственного института проблем культуры Владимир Скороходов.
Репортажи об этих Играх записывались на видео, публиковались в иноязычной прессе. На заключительном гала-концерте африканские танцоры своими ритмами увлекли на сцену не только молодёжь.
Очередные международные молодёжные Дельфийские игры готовились к проведению через четыре года в ЮАР, о чём сообщалось в открытых публикациях. Но позднее место их проведения изменилось.

### Третьи (2007, Багио)

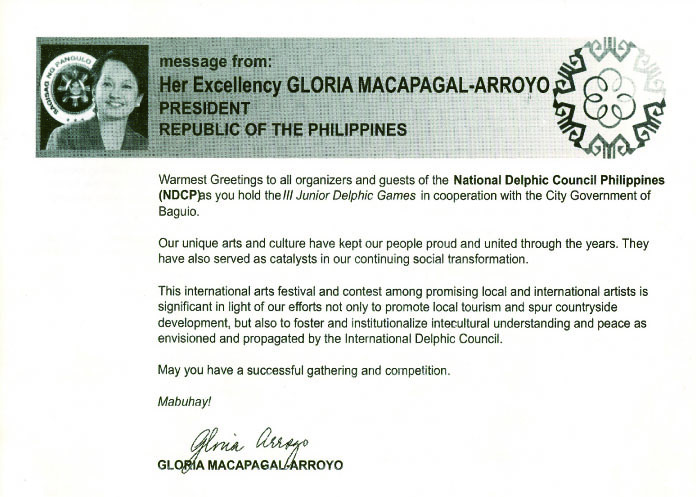
Приветствие Е. П. Глории Макапагал-Арройо, президента Республики Филиппины

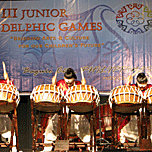
III Молодёжные Дельфийские игры (III Junior Delphic Games) — 2007 год, Багио/Филиппины. Конкурс барабанщиков

Международные Третьи молодёжные Дельфийские игры прошли с 10 по 15 ноября 2007 года в административном центре Кордильерского региона на Филиппинах в городе Багио. Патронат этим Играм предоставили: Президент Республики Филиппины Е. П. Глория Макапагал-Арройо, муниципальные органы Багио, мэр города Рейналдо Баутиста, президент МДС Дивина Баутиста.
Художественные конкурсы, презентации, выставки и тематические встречи проводились в городском Дворце съездов, в залах различных университетов и в общественном Центре Багио. Важные ежедневные события освещались в местной прессе и в специальных Дельфийских информационных выпусках. Делегации из других стран публиковали свои репортажи также у себя на родине.
Российская делегация участвовала в Третьих молодёжных Дельфийских играх под флагом Межрегиональной общественной организации «Дельфийское Движение в России», созданной в Санкт-Петербурге в 1995 году.
Большая выставка художественных работ, выполненных авторами разных возрастных групп (от дошкольников до студентов вузов) была развёрнута российской делегацией в актовом зале Университета Багио. Называлась эта выставка «Художественно-визуальные мосты. Москва — Лондон — Толедо — С.-Петербург», её подготовили: Нина Гросул (Москва/Россия, первоначально — Кишинев/Молдова); Миша Левин (Лондон/Великобритания, первоначально — Москва/Россия); Роза Каналес (Толедо/Испания, первоначально — Симферополь/Украина); Екатерина Сауть (Санкт-Петербург/Россия); Марина Чернявская (Берлин/Германия, первоначально — Москва/Россия). В актовом зале университета проводились занятия с потоками студентов, которые не только знакомились с графикой и живописью участников выставки, но также с процессом их занятий, показанным на слайдах и фотографиях. Студенты участвовали в интерактивных играх, задавали много вопросов о России, с интересом смотрели созданный Российским центром музейной педагогики и детского творчества при Государственном Русском Музее слайд-шоу «Петербург в творчестве детей».

### Четвёртые (2011, ЮАР)
В ходе праздника Дельфийских игр на Международной туристской бирже 2011 года было объявлено место и время проведения очередных международных молодёжных Дельфийских игр — городской округ Бухта Нельсона Манделы с 14 по 20 ноября 2011 года. Это подтверждалось и
в новостях посольства ЮАР в Германии.
Однако позднее появилась информация о проведении этих Игр в Йоханнесбурге, самом крупном по численности жителей городе Южно-Африканской республики. Одновременно с Играми в «Музее Африка» проходил Дельфийский Всемирный Культурный Форум (англ. Delphic World Cultural Forum), в котором участвовали профессионалы-практики — художники, артисты, педагоги, экономисты, политики (в том числе и из России).
Из Санкт-Петербурга от Елены Образцовой пришло официальное приветствие с поддержкой выбранного девиза четвёртых Молодёжных Дельфийских игр в ЮАР-2011: «Побуждать — воодушевлять — обновлять».
В торжественной церемонии закрытия Игр и Форума участвовал председатель национального Дельфийского совета ЮАР Золани Мкива, официально признанный национальным поэтом Африки.

## Международные Дельфийские игры для взрослых
| Год  | Событие                 | Место                   | Сквозная тема                   |
| ---- | ----------------------- | ----------------------- | ------------------------------- |
| 2000 | Первые Дельфийские игры | Москва / Россия         | Новое тысячелетие               |
| 2005 | Вторые Дельфийские игры | Кучинг / Малайзия       | Возрождение исчезающих традиций |
| 2009 | Третьи Дельфийские игры | Чеджу / Южная Корея     | В гармонии с природой           |
| 2013 | Дельфийский саммит      | Афины / Дельфы (Греция) | Вдохновленные корнями           |

### Первые (2000, Москва)

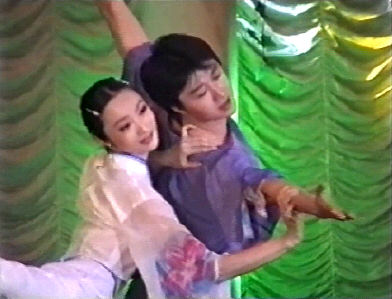
I Дельфийские Игры (I Delphic Games) — 2000 год, Москва / Россия. Участники Шан Чонг и Ван Ли (Китай), получившие награду за художественные достижения в современном танце

Первоначально МДС планировал провести первые взрослые Международные Дельфийские игры на исторической родине Игр в Греции

Первые Дельфийские игры состоятся в 1998 г. в Греции. Как сообщила президент Международного Дельфийского комитета Эбун Акинола-Оякбола (Нигерия), прибывшая в город на Неве для участия в создании Межрегиональной общественной ассоциации «Дельфийское движение России», штаб-квартира по подготовке Дельфийских игр разместится в Санкт-Петербурге. Она пояснила, что выбор пал на Петербург как на самый крупный культурный центр Российской Федерации.

В июне 1999 года на Третьем Международном Дельфийском Конгрессе в Афинах было принято решение о проведении Первых Дельфийских Игр современности осенью 2000 года в городах Афины и Дельфы. Однако эти планы не удалось осуществить из-за обрушившихся на Грецию стихийных бедствий. По решению внеочередного Всемирного дельфийского конгресса в Берлине (3—6 мая 2000 года) проведение Первых Дельфийских Игр было перенесено в Москву.
Первые Дельфийские игры (англ. First Delphic Games) прошли с 1 по 7 декабря 2000 года в Москве / Россия. Их организацию осуществляли совместно МДС и НДС России при поддержке Комитета по встрече третьего тысячелетия и государственного руководства России.
Патронат Играм, которые собрали около 1000 участников из 27 стран мира, предоставили Генеральный секретарь Совета Европы Вальтер Швиммер и Президент Всемирного совета греков за рубежом Костас Паппас. Дивина Баутиста, президент Международного Дельфийского совета, в течение всех семи дней присутствовала на Играх в Москве.
На торжественном открытии этих Игр, которое состоялось в Центральном академическом театре Российской армии, выступили: инициатор создания Международного Дельфийского движения Кристиан Кирш, председатель Правления НДС России Валерий Чернов, президент Олимпийского комитета России Виталий Смирнов.
В театрализованной части зрителям были представлены шесть видов искусств, по которым разыгрывались Дельфийские медали. Информационным партнером Игр стала радиостанция «Серебряный Дождь». Многие журналисты посвящали проходившему в Москве событию свои статьи в таких изданиях как: «Литературная Газета», «Культура», «Россия», «Трибуна», «Труд», «Метро». В ряде публикаций перечислялись имена участников из России, Китая, Молдовы, Беларуси и Кыргызстана, награждённых Дельфийскими медалями.

### Вторые (2005, Кучинг)

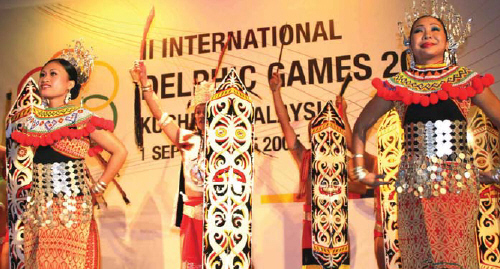
II Дельфийские Игры (II Delphic Games) — 2005 год, Кучинг / Малайзия. Фрагмент церемонии открытия

Вторые международные Дельфийские игры для взрослых участников прошли с 1 по 7 сентября 2005 года в городе Кучинг / Малайзия под патронатом Премьер-министра Саравака Й. А. Б. Пехин Шри д-ра Хаджи Абдул Таиб Махмуда. В адрес Игр поступило официальное приветствие от ЮНЕСКО.
Кроме радио- и телерепортажей в Малайзии и за рубежом, ежедневные отчёты о ходе Дельфийских игр с включением фотографий и интервью публиковали газеты «The Borneo Post» и «Sarawak Tribune».
За месяц до открытия Игр в заповедном парке города Кучинг началась работа участников конкурса скульпторов, прибывших из Австралии, Бирмы, Германии, Индии, Индонезии, Ирландии, Кореи, Малайзии, Пакистана, Филиппин, Чили, ЮАР и Японии. В соответствии с единой тематикой этих Игр «Возрождение исчезающих традиций» конкурсанты должны были создать из дерева или из камня объемное произведение в типичных традициях своей страны. Во время Игр на вернисаже авторы-скульпторы, представляя свои работы, дополнительно могли рассказать зрителям о конкретных традициях, которым они следовали. Среди участников большой немецкой делегации был Райнхард Лакоми со своим ансамблем, который исполнял наряду с известными новую песню, написанную композитором специально к этим Дельфийским играм.
В программе Игр, кроме зрелищных выступлений танцоров, певцов, музыкантов и красочного показа одежды с переработкой традиционных мотивов в модных современных нарядах, впервые представители разных континтов участвовали в конкурсе — мастерство устного рассказа. Участники этих соревнований должны были справиться с двумя задачами — донести до зрителей в кратком резюме на английском языке смысл рассказа и добиться выразительности его оригинального звучания, дополнительно используя язык жестов, мимику, музыкальное сопровождение. В программе Игр был также показ короткометражных документальных фильмов, презентации работ по теме «сохранение архитектурного наследия», художественные выставки и творческие мастерские, импровизированные выступления участников на набережной реки Саравак и др..
На торжественном закрытии Игр присутствовали официальные представители власти — президент Федерации туризма Саравак Ви Хонг Сенг, постоянный секретарь министерства городского развития и туризма Майкл Савенг.

### Третьи (2009, Чеджу)

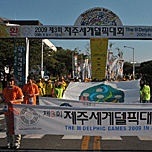
III Дельфийские Игры (III Delphic Games) — 2009 год, Чеджу / Южная Корея. Парад на улицах столицы острова Чеджудо

Решение о месте проведении в 2009 году Третьих Дельфийских игр для взрослых участников принималось на заседании Правления МДС в Йоханнесбурге / ЮАР в 2006 году. Остров Чеджу́ в Южной Корее был выбран с учётом его убедительной заявки. Начиная с 2007 года этот остров включён в список объектов всемирного наследия ЮНЕСКО.
С 9 по 15 сентября 2009 года в столице острова с одноимённым названием Че́джу НДС Кореи под руководством МДС провёл Третьи Дельфийские игры для взрослых и очередной IX Всемирный Конгресс.
К 15-летию создания Международного Дельфийского Совета (1994—2009) был приурочен нововведенный Дельфийский ритуал. Родниковая вода, привезенная из Кастальского источника в Дельфах, во время праздничного открытия третьих Дельфийских игр была торжественно смешана с водой, собранной на горе Халласан и в разных провинциях острова Чеджу. Этот водный ритуал символизирует связи античных гуманистических традиций с современными идеями культурного взаимопонимания и мирного художественного диалога между разными народами планеты. В дальнейшем этот ритуал по аналогии с эстафетой Олимпийского огня будет начинать «обратный отсчёт» времени за шесть месяцев до открытия очередных Дельфийских игр. Церемония открытия Игр, помимо нового ритуала как символа Дельфийской преемственности, включала красочную концертную программу и праздничный парад на улицах города.
Прибывшие из 54 стран мира делегации участвовали не только в конкурсной программе (в шести дельфийских видах искусств по 18 номинациям), но и во внеконкурсных фестивалях, презентациях, выставках и тематических встречах под общим девизом «В гармонии с природой». Для проведения Игр были предоставлены многочисленные площадки столичного города Чеджу — различные музеи, культурные центры, живописные парки.
Дельфийские советники А. И. Кущак и Е. П. Сауть привезли из Санкт-Петербурга оригиналы приветственных писем в адрес Третьих Дельфийских игр от Елены Образцовой и Вадима Тюльпанова.
Иноязычная печатная и электронная пресса широко освещала подготовку, проведение и итоги этих Игр. К примеру, одна из статей на английском языке рассказывает о совместном международном архитектурном проекте, который был представлен на Играх в Чежду и запланирован для реализации.
Участники национальных делегаций у себя на родине открыто публиковали в интернете свои фото- и видео-впечатления о прошедших в Корее Дельфийских играх для взрослых .Украинский поэт и культуролог Людмила Скирда рассказала корреспонденту еженедельника «Киевский телеграфЪ» о том, как проходил поэтический конкурс, в котором участвовали представители Японии, Франции, Египта, Кореи, Индии, Норвегии, Нигерии, Монголии, Южной Африки.
В интернете также доступны репортажи и зарисовки российских участников Дельфийских игр 2009 года, представлявших в Корее Санкт-Петербургскую Ассоциацию женщин с университетским образованием «ВЕРА».

### Дельфийский саммит (2013, Греция)

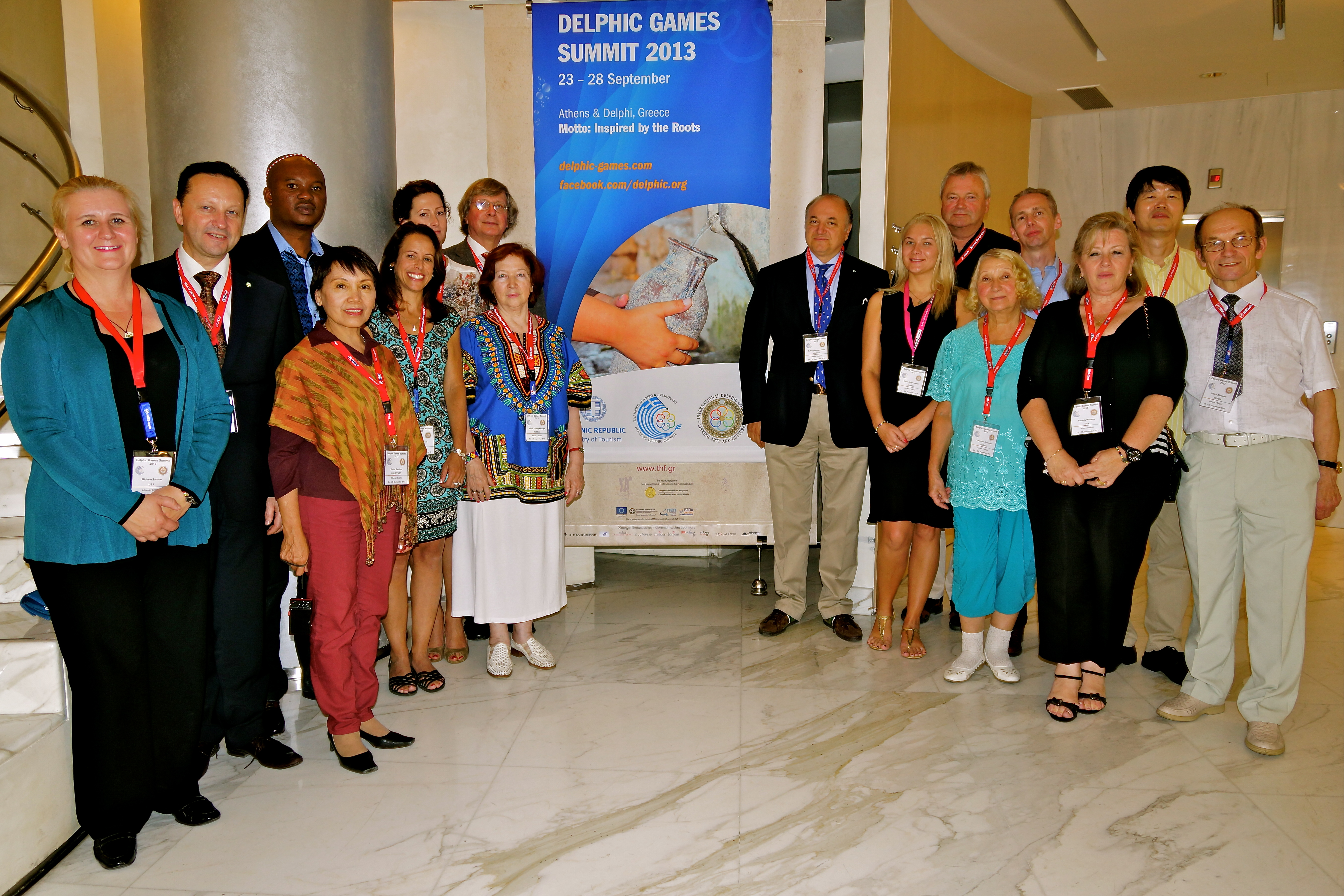
Участники саммита в Афинах и Дельфах под девизом «Вдохновлённые истоками»

В международной прессе сообщалось время и место проведения IV Международных Дельфийских игр — с 23 по 28 сентября 2013 года на исторической родине Пифийских игр — в Дельфах, а также в Афинах и других городах Центральной Греции.
Однако на сайте МДС и в независимых источниках появилась информация, что в указанное время под девизом «Вдохновлённые истоками» (англ. Inspired by the Roots) вместо запланированных Дельфийских игр прошёл Дельфийский саммит (2013, Греция), посвящённый перспективам развития Международного Дельфийского движения.
24 сентября 2013 года сенаторы США от штата Нью-Йорк Чарльз Шумер и Кирстен Джиллибранд обратились в Международный Дельфийский Совет с призывом рассмотреть заявку на проведение очередных Дельфийских игр — молодёжных (2015, США) и взрослых (2017, США) в городе Сиракьюс. Саммит эту заявку единодушно одобрил и утвердил.